# Sonia Rosemary Keppel
The Honourable  Sonia Rosemary Cubitt OBE DStJ (født Sonia Rosemary Keppel) (24. maj 1900 – 16. august 1986) var en britisk adelskvinde.
Hun var den første hustru til Roland Cubitt, 3. baron Ashcombe. Gennem sin eneste datter (The Honourable Rosalind Maud Cubitt) blev hun mormor til Camilla Shand, der er gift med kong Charles 3. af Storbritannien.

## Forældre
Sonia Rosemary Keppel var datter af oberstløjtnant The Honourable George Keppel (1865–1947), der var søn af William Keppel, 7. jarl af Albemarle (1832–1894) og Alice Keppel (1868 – 1947), der var Edward 7. af Storbritanniens elskerinde.

## Familie
I 1920–1947 var Sonia Rosemary Keppel gift med Roland Cubitt (1899–1962), der få måneder efter deres skilsmisse blev den 3. baron Ashcombe. The Honourables hr. og fru Cubitt fik én datter og to sønner.
Datteren Rosalind Shand (1921–1994) blev mor til til Camilla Shand, der er gift med kong Charles 3. af Storbritannien.
Den ældste søn Henry Cubitt, 4. baron Ashcombe (1924–2013) var gift tre gange, men han efterlod sin ikke efterkommere. Efter Henry Cubitts død blev hans slægtning Mark Cubitt (født 1964) den 5. baron Ashcombe.
Den yngste søn var den ærede Jeremy John Cubitt (1927–1958), der var gift med Diana Edith Du Cane, og som blev far til Sarah Victoria Cubitt (født 1953).